# Вортберг (Тенеси)
Вортберг (енгл. Wartburg) град је у америчкој савезној држави Тенеси.

## Демографија
По попису из 2010. године број становника је 918, што је 28 (3,1%) становника више него 2000. године.
| Група             | 2000.       | 2010.       |
| Белци             | 854 (96,0%) | 880 (95,9%) |
| Афроамериканци    | 6 (0,7%)    | 7 (0,8%)    |
| Азијати           | 2 (0,2%)    | 1 (0,1%)    |
| Хиспаноамериканци | 13 (1,5%)   | 10 (1,1%)   |
| Укупно            | 890         | 918         |